# 루스벨트 아일랜드역
루스벨트 아일랜드(영어: Roosevelt Island)역은 뉴욕 지하철 IND 63번가선의 역이다. 이스트강 루스벨트섬의 맨해튼에 위치한 이 역은 전시간 F 열차가, 출퇴근 시간에는 혼잡 방향의 <F> 열차가 운행된다.
루스벨트 아일랜드역은 1965년 뉴욕시 교통국(NYCTA)이 루스벨트섬에 대중교통 지향개발을 장려하기 위해 지하철역을 건설할 것이라고 발표했을 때 처음 제안되었다. 역과 63번가선의 나머지 부분은 1960년대 후반부터 시작된 광범위한 지하철 확장 프로그램인 프로그램 포 액션의 일환으로 건설되었다. 이 노선의 건설이 지연되었을 때, 루스벨트 아일랜드 트램웨이는 1973년에 건설되었다. 루스벨트 아일랜드 운영공사(Roosevelt Island Operating Corporation)는 1984년 섬을 개발하기 위해 설립되었지만, 1989년 10월 지하철역 완공은 63번가선의 나머지 부분과 함께 개통될 때까지 이루지 못했다. 개통으로 섬의 개발이 촉진되어 역을 더욱 분주하게 만들었다.
2001년 12월까지 이 노선은 21번가-퀸즈브리지역에서 동쪽으로 한 정거장 끝나는 노선의 마지막에서 두 번째 정류장이었다.  2001년에는 63번가 터널 커넥션이 개통되어 IND 퀸즈 블러바드선 열차가 이 노선을 사용할 수 있게 되었다. 개통 이후 이 노선에는 F 열차가 운행되었으며 지하철은 루스벨트섬 교량을 건너 운행하던 버스를 보완하면서 섬과 퀸즈 사이를 직접 이동할 수 있는 두 번째 수단이 되었다.
그 정거장은 지하 100 피트 (30 m) 지점에 위치한, 뉴욕 지하철에서 가장 깊은 역 중 하나이다. 당 노선은 이스트강의 서쪽 수로와 동쪽 수로를 통과해야 하기 때문에 역의 충분한 깊이를 요구했다.

## 역사

### 배경
루스벨트섬은 한때 교도소와 일부 정신병원과 수많은 병원의 소재지였다.  원래는 블랙웰의 섬(Blackwell's Island)이라고 불렸으나 1921년 섬에 병원이 많아 복지섬(Welfare Island)으로 알려지게 되었다. 병원들이 문을 닫기 시작하자 섬은 건물이 썩어가도록 방치되었다. 1960년대에 일부 단체에서 이 섬의 재사용을 제안하기 시작했다.
1965년 2월 16일, 뉴욕시 교통국은 이 섬의 제안된 교통 지향 개발(TOD)의 일환으로 계획된 63번가선을 따라 이 섬에 지하철역을 건설할 계획을 발표했다.
TOD는 대중교통에서 도보로 이동할 수 있는 거리에 주거, 업무, 여가 공간의 양을 늘리는 것으로, 이번 발표로 섬의 활용에 대한 더 많은 제안이 나왔다. 역의 건설은 여전히 복지섬(Welfare Island)으로 알려져 있는 섬의 발전에 필수적인 것으로 여겨졌다. 이 때, 나머지 노선 개통 후 역이 개통될 수 있기 위한 공간을 건설하기로 결정되었으며, 이후 신설역이 건설되는 것에 비해 4백만 달러의 절감 효과를 거둘 것으로 예상되었다. 그 역의 예상 비용은 330만 달러였다. 곧 나머지 노선으로 역을 건설하기로 결정되었다.
63번가선은 IND 퀸즈 블러바드선에서 2번로선과 6번로선까지의 북부 미드타운 터널 제안의 최종 버전으로, 1920년대와 1930년대의 IND 2차 시스템으로 거슬러 올라간다.:246:417 현재의 계획은 1960년대에 MTA의 '행동 프로그램'에 따라 작성되었으며, 이 곳에서 63번가 지하철 노선이 2층 63번가 터널의 상부에 건설될 예정이었다.:5, 21
1970년대 중반부터, 루스벨트섬은 저소득층과 중산층 주택 사업을 수용하기 위해 재개발되었다. 하지만 맨해튼과 직결되는 교통편은 없었다. 지하철은 지연되었고 여전히 건설 중에 있었고, 이전에 퀸즈보로 교를 통해 루스벨트섬을 운행했던 트롤리 선로는 사용할 수 없었다. 섬을 드나드는 유일한 길은 루스벨트 아일랜드 교를 통해 퀸즈로 가는 것이었다. 케이블카 노선인 루스벨트 아일랜드 트램웨이는 1976년 5월 맨해튼과의 "임시" 연결로 개통되었다. 루스벨트 아일랜드 운영공사(The Roosevelt Island Operating)는 1984년 섬을 개발하기 위해 설립되었으나 1989년 10월 지하철역이 개통되고 63번가 선의 나머지 구간이 개통될 때까지 성공하지 못했다. 이후 일부 보조주택을 갖춘 고층 고급 아파트가 왼공되었다.

### 개업
이 역은 1989년 10월 29일 IND 63번가 선 개통과 함께 개장했다. 지하철의 개통으로 루스벨트 아일랜드 트램웨이의 이용객이 급격히 감소하였다.
Q 열차는 평일에 정차했고, B 열차는 주말과 심야에 정차했다. 두 계통 모두 6번로 선을 사용했다. 역이 개장한 후 처음 두 달 동안은 케네디 공항까지 가는 JFK 익스프레스가 운행되었지만, 1990년에 운행이 중단될 때까지 이 역에 운행하지 않았다.
63번가 터널은 루스벨트 아일랜드역에서 한 정거장 뒤인 노선의 북쪽 종착역인 21번가-퀸즈브리지역이 퀸스의 다른 지하철역이나 노선과는 연결되지 않아 계획중이나 개통후 모두 "어디에도 없는 터널(tunnel to nowhere)"이라는 악명을 얻었다. 이는 2001년 퀸즈 블러바드 선과의 연결선이 개통되면서 바뀌었다. 그 후, 이 역은 오늘날까지 루스벨트섬을 운행하는 F 열차가 운행되기 시작했다.:5 :2
2008년 4월 14일 기자 회견에서, 데이비드 패터슨 주지사는 MTA가 루스벨트섬 조력 에너지 프로젝트의 일부인, 이스트 강에 위치한 터빈에 의해 발생되는 조력 에너지를 사용하여 기지의 상당 부분에 전력을 공급할 것이라고 발표했다. 이것은 지하철 시스템 내에서 지속 가능한 에너지 자원을 이용하려는 대규모 MTA 계획의 일부였다. 그러나 그 계획은 나중에 중단되었다.

## 역 구조
| G         | 거리층                              | 출구                                                       |
| G         | 거리층                              | 운임 제어, 역무원, 메트로카드 자동발매기 역사내 엘리베이터 |
| B1        | 상부층 대합실                       | 층계중간 에스컬레이터                                      |
| B2        | 하부층 대합실                       | 환승통로                                                   |
| B3 승강장 | 상대식 승강장, 오른쪽 출입문이 열림 | 상대식 승강장, 오른쪽 출입문이 열림                        |
| B3 승강장 | 남행                                | ← 코니 아일랜드 방면 (렉싱턴 애비뉴-63번가)                |
| B3 승강장 | 북행                                | → 179번가 방면 (21번가-퀸즈보로) →                         |
| B3 승강장 | 상대식 승강장, 오른쪽 출입문이 열림 |                                                            |
| B4        | 1번 선로                            | ← LIRR 이스트 사이드 액세스 (공사중)                       |
| B4        | 2번 선로                            | ← LIRR 이스트 사이드 액세스 (공사중) →                     |

역에는 2개의 선로와 2개의 상대식 승강장이 있다. 뉴욕 지하철에서  약 100 피트 (30 m) 깊이(약 10층)로 맨해튼에서 34번가-허드슨 야드역, 190번가역, 191번가역에 이어 4번째로 깊은 역이다. 이러한 깊이 때문에, 이 역은 뉴욕 지하철의 다른 역에서는 흔하지 않은 몇 가지 특징을 포함하고 있다. 파리 메트로나 워싱턴 메트로의 역과 비슷하게, 루스벨트 아일랜드역은 높은 아치형 천장과 선로 바로 위에 직접 보이는 대합실로 건설되었다.
그 역은 거리층까지 가는 엘리베이터가 있어 완전한 ADA-접근이 가능하다.
이 역의 서쪽에는 다이아몬드 크로스오버:21와 2개의 벨마우스가 있는데, 이 벨마우스는 2번로 지하철의 건설되지 않은 부분을 향해 남쪽으로 굽어 있다. 현재 사용하지 않는 63번가 터널 하층에는 이 역으로 가는 비상구가 있다. 이스트사이드 액세스가 완료되면 롱아일랜드 철도 열차가 하층선을 이용하게 된다.
루스벨트 아일랜드역은 맨해튼구에 있는 역 중 맨해튼섬 자체에 위치해 있지 않은 두 개의 지하철 역 중 하나로, 다른 하나는 1 열차의 마블 힐–225번가역이다. 또한 자체 섬에 위치한 두 개의 뉴욕 지하철역 중 하나이고, 다른 하나는 AS 열차 열차를 운행하는 퀸스의 브로드 채널역이다.

### 출구
운임 관리구역은 메인가에서 떨어져있는 유리외장 역사에 있다. 이 역사는 다른 지하철 역사와 다르게 도시의 비둘기들을 쫓아내기 위해 새들의 녹음 음성을 사용하고, 이 녹음 음성은 몇 분마다 재생된다. 이 시스템은 비둘기들이 역사에 들어가 건물 안팎에 깃털과 배설물을 남기는 문제로 인해 설치되었다. 이전에는 뾰족하게 솟은 선반 같은 조치를 해왔지만 역 옆의 비둘기 개체수를 억제하는데 효과적이지 못했다.과 같은 이전의 노력은 역 바로 옆에 있는 지역의 비둘기 개체수를 억제하는 데 효과적이지 못했다.

## 승차인원
1989년 이 역이 개통되자 루스벨트섬과 맨해튼을 연결하는 케이블카인 루스벨트 아일랜드 트램웨이의 일일 승차량이 1989년 일일 승차인원 5,500명에서 1993년까지 3,000명으로 급감했다. 2008년, 지하철역은 매일 약 5,900명의 승객이 용했는데, 이 케이블카의 경우 3,000명의 승객들이 꾸준히 이용하고 있다. 그 후 8년 동안, 이 역은 추가적으로 승객수 증가를 경험했다. 2016년 하루 평균 6630명의 승객이 평일에 이 역을 이용했다. 2016년 역에 진입한 전체 승하차자 수는 211만 471명에 이른다.

## 인근 역세권
이 역은 루스벨트섬의 여러 목적지와 도보 거리에 있다. 섬의 북쪽에는 도시 소유의 대규모 시설인 버드 S. 콜러 병원이 있다. 섬 남부에 있는 커넬 대학교와 테크니온–이스라엘 공과대학은 2017년 9월 새로운 응용과학기술을 중점적으로 다룰 2,000,000-제곱피트 (190,000 m2) 커넬 테크 캠퍼스를 새로 열었다. 메인 스트리트에는 1888년에 건립되어 미국 국립사적지에 등재되어 있는 굿 셰퍼드 교회(Good Shepherd Church)가 있다. 이 섬의 한 야구장은 9.11 테러로 생명을 구하려다 사망한 소방관 3명을 기리기 위해 소방관 운동장(Firefighters Field)으로 명명되었다. 지하철로 대체할 예정이었던 루스벨트 아일랜드 트램웨이는 지하철 출구 바로 남쪽에 있는 터미널로 여전히 운행 중이다. 그것은 통근자와 관광객 모두에게 사용된다.

## 사진첩

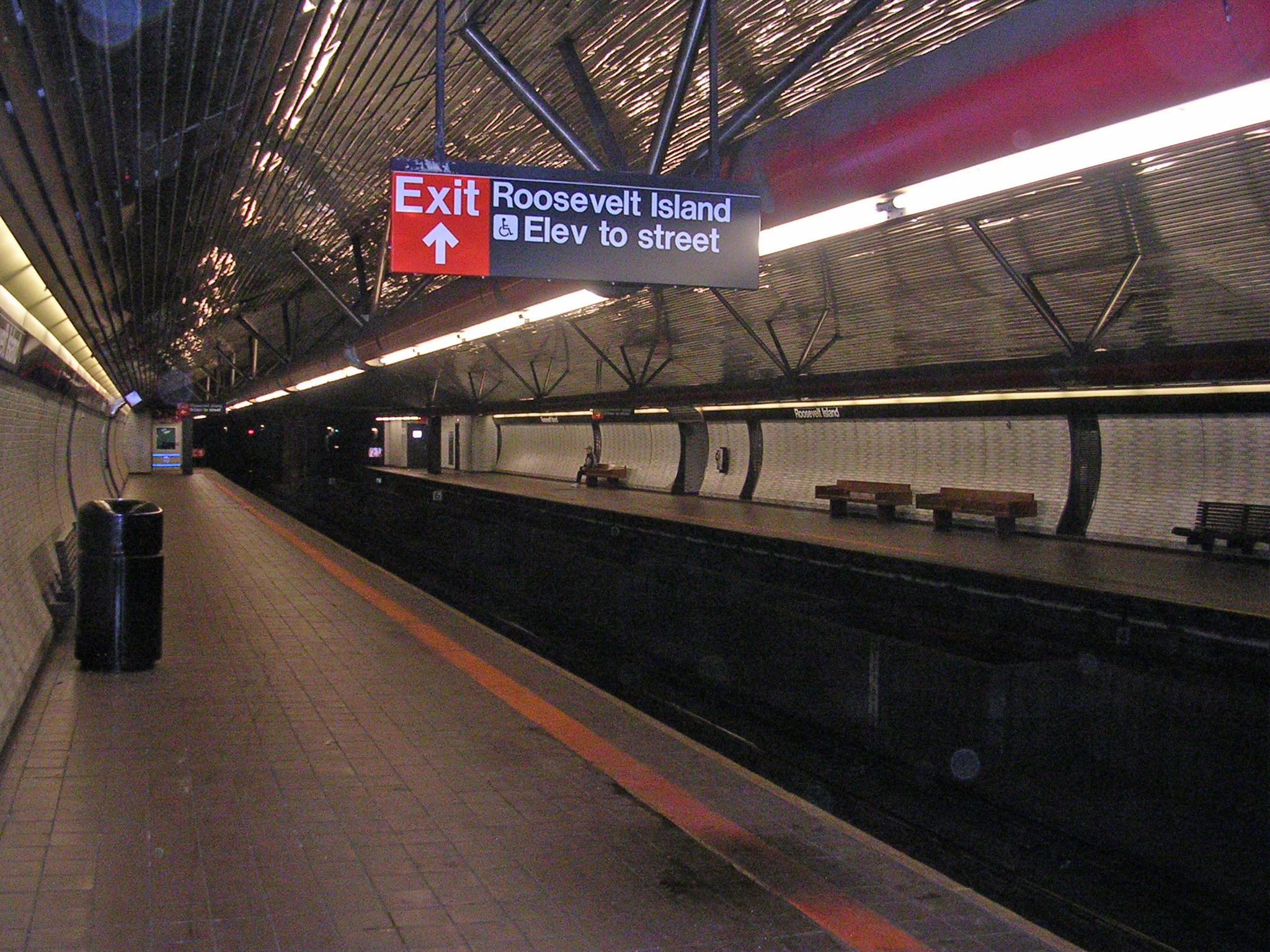
역 승강장과 선로
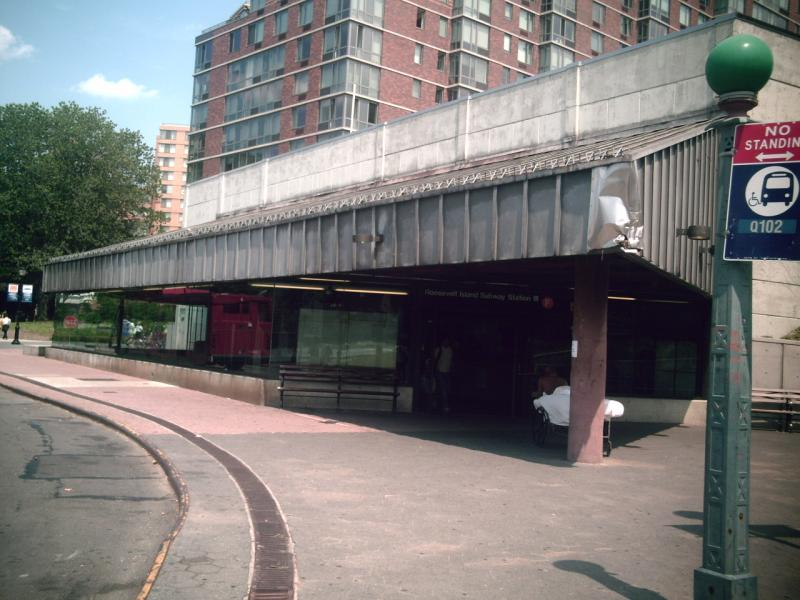
메인가에 위치한 역의 유일한 출구 전경.
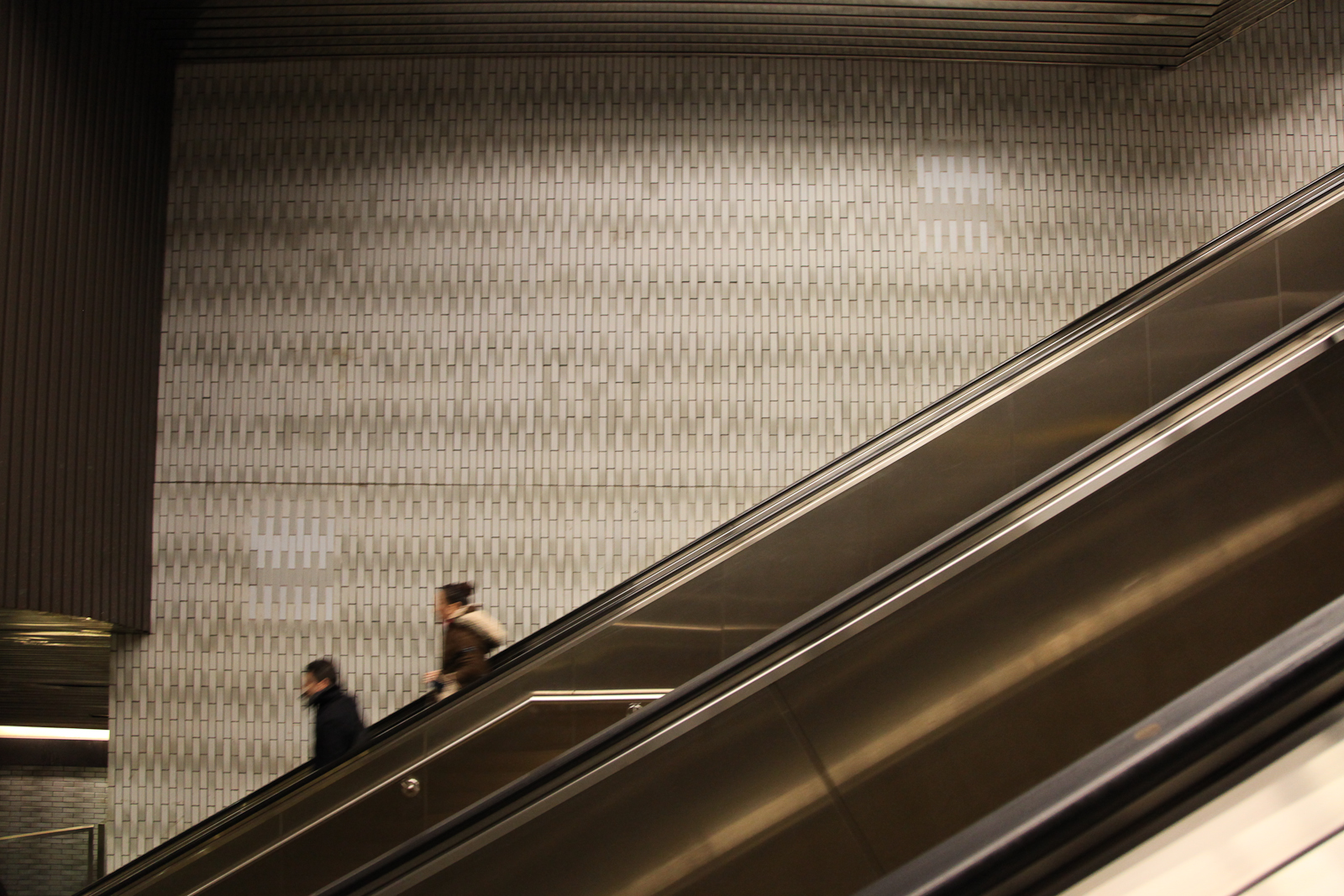
대합실과 역사 사이의 긴 에스컬레이터. 역이 이스트강 아래를 위치한 깊은 역이기 때문에 필요하다.

## 주해
1. ↑  이러한 특징들은 그랜드 센트럴역, 168번가역, 181번가역 등 다른 고심도 역들과 2번로 지하철의 향후 개장될 역들에서도 찾아볼 수 있다.